# 나카쓰가와역
나카쓰가와역(일본어: 中津川駅)은 일본 기후현 나카쓰가와시에 있는 도카이 여객철도 주오 본선의 역이다.
특급 '시나노'를 포함한 전 열차가 정차한다. '시나노'와 일부의 보통열차를 제외해, 이 역으로 운전계통이 분리되고 있다. 이 역 이북으로는, 동일본 여객철도(나가노 종합 차량 센터 소속)의 115계 전동차도 운전되고 있다.

## 역 구조 및 승강장
단선 승강장 1면 1선과 섬식 승강장 1면 2선, 합계 2면 3선의 승강장을 가지는 지상역. 2개의 승강장은 북쪽에 있는 과선교와 남쪽에 있는 지하통로로 연락하고 있다. 1·3번선이 본선, 2번선이 부본선으로 되어 있다. 이 외, 승강장에 없는 측선(유치선)이, 3번선의 서쪽에 몇개가 있어, 야간대박의 설정이 있다.
역장 · 역 담당자 배치역(직영역)이다. 관리역으로서, 다케나미역 - 노지리역 간의 각 역을 관리하고 있다. 구내 동쪽의 단선 승강장(1번선)에 인접했던 역사 내부에는 발권 창구, 승차권 자동 발매기, 자동 개찰기가 설치되어 있다. 이 역부터 나고야 방면으로는 TOICA(및 상호이용처 IC카드)가 이용가능하지만, 기소후쿠시마 방면으로는 이용하지 않는다.
| 1 | ■ 주오 본선 | 상행 | 다지미 · 나고야 방면       | 특급 포함 |
| 2 | ■ 주오 본선 | 상행 | 다지미 · 나고야 방면       |           |
| 2 | ■ 주오 본선 | 하행 | 기소후쿠시마 · 나가노 방면 |           |
| 3 | ■ 주오 본선 | 하행 | 기소후쿠시마 · 나가노 방면 | 특급 포함 |

역 서쪽에, 나카쓰가와 운수구가 있다. 여기에 주오 본선 기소야 구간의 요충으로서 나카쓰가와 기관구가 있어, 1973년의 시오지리 - 나카쓰가와 간 전선화까지 다수의 D51형 증기기관차가 재적하고 있다. 또한, 같은 노선 에나역까지 나와있던 아케치 선의 동차의 일상 정비를 담당하고 있던 일부터, 전선화 구간에 있으면서 키하 52형등이 유치되어 있는 상황도 1985년까지 보였다.

### 역사 내 테넌트
- 도카이 키오스크 주식회사 (벨 마트)

## 이용 현황
이 역의 1일 평균 승차 인원은 이하와 같이 추이되고 있다.
- 2003년도 - 3,563명
- 2004년도 - 3.567명
- 2005년도 - 3,520명
- 2006년도 - 3,593명
- 2007년도 - 3,545명
- 2008년도 - 3,548명
- 2009년도 - 3,440명

## 역 주변
- NHK 기후 방송국 나카쓰가와 라디오 중계국 (제 1 방송 1161Khz 100W · 제 2 방송 1359Khz 100W)
- 주부 닛폰방송 나카쓰가와 라디오 중계국 (1557Khz 100W)
- 나카센도 나카쓰가와주쿠
- 나카쓰가와 시청
- 나카쓰가와 시 니기와이 플라자
- 나카쓰가와 시 어린이 자료관
- 주오 자동차도 나카쓰가와 IC
- 국도 제19호선
- 국도 제256호선
- 국도 제257호선
- 국도 제363호선

## 역사
- 1902년 12월 21일 : 관설 철도 다지미 - 이 역간 개통과 동시에 개업. 일반 역. 당시의 역명은 나카쓰역.
- 1908년 8월 1일 : 관설 철도가 이 역부터 사카시타 역까지 연장, 도중역이 된다.
- 1909년 10월 12일 : 선로 명칭 제정. 주오 사이선의 소속이 된다.
- 1911년
  - 5월 1일 : 선로 명칭 제정. 이 역을 포함한 주오 사이선이 주오 본선에 편입되었다.
  - 6월 1일 : 나카쓰가와역으로 개칭.
- 1924년 8월 5일 : 기타에나 철도선 나카쓰마치 역 - 시모쓰케치 역 간이 개통.
- 1978년 9월 19일 : 기타에나 철도선이 폐지.
- 1984년 1월 10일 : 차급 화물의 취급이 폐지.
- 1986년 11월 1일 : 하물의 취급이 폐지.
- 1987년 4월 1일 : 일본국유철도 분할 민영화에 의해, 도카이 여객철도의 역이 된다.
- 2006년 11월 25일 : TOICA를 도입. 주오 사이선에는, 나고야부터 이 역까지 사용한다.

## 인접 역
| 도카이 여객철도 주오 본선               | 도카이 여객철도 주오 본선 | 도카이 여객철도 주오 본선         |
| --------------------------------------- | ------------------------- | --------------------------------- |
| 에나 다지미 · 나고야 방면               | ■ 홈 라이너 나카쓰가와    | 시·종착역                         |
| 시·종착역                               | ■ 센트럴 라이너           | 미노사카모토 다지미 · 나고야 방면 |
| 오치아이가와 기소후쿠시마 · 나가노 방면 | ■ 쾌속 ■ 보통             | 미노사카모토 다지미 · 나고야 방면 |